# K-3 Leninskij Komsomol

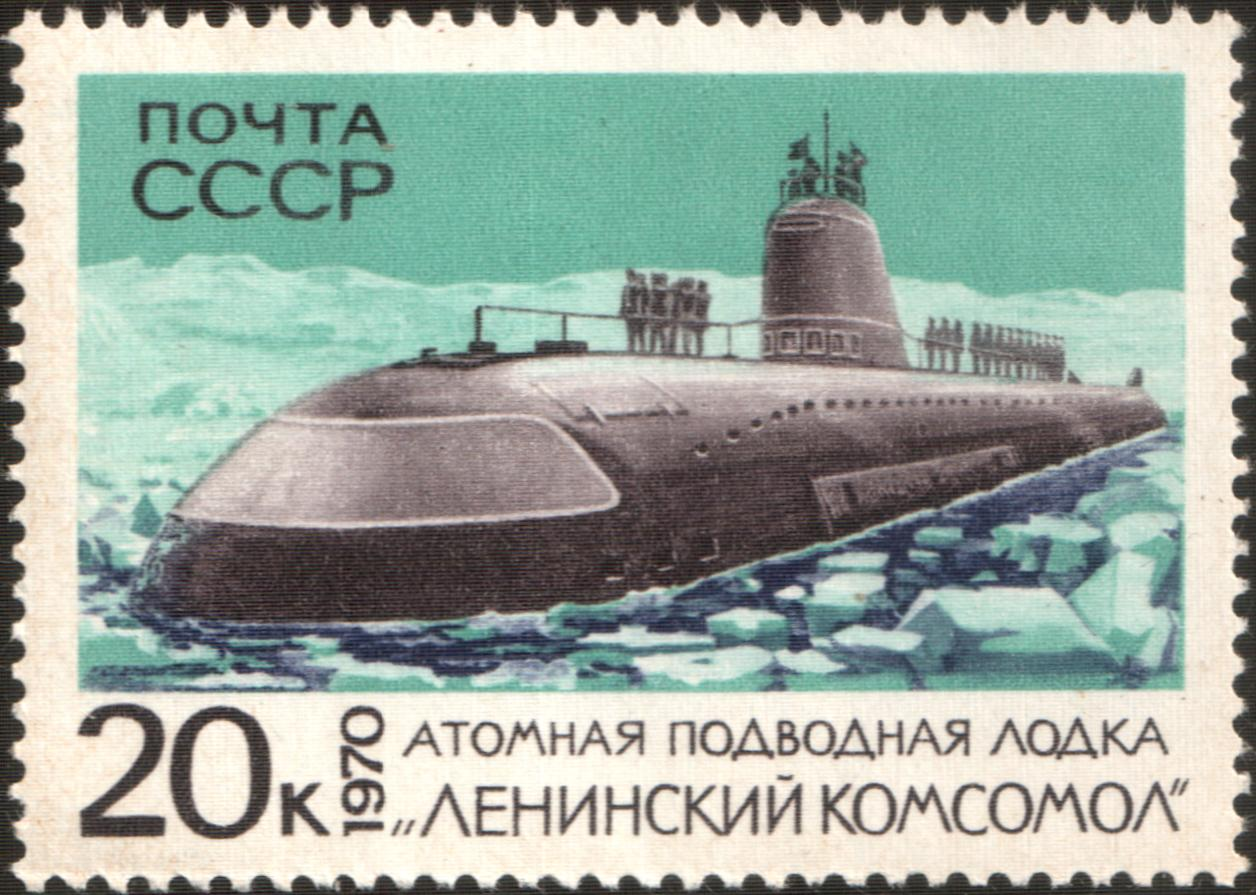
K-3 Leninskij Komsomol na poštovní známce SSSR

K-3 Leninskij Komsomol (rusky К-3 Ленинский комсомол) byla sovětská jaderná ponorka projektu 627 „Кит“ („Кит“ znamená česky velryba; v kódu NATO třída November), první ve své třídě. Šlo o vůbec první sovětskou jadernou ponorku a třetí jadernou ponorku na světě. Byla zprovozněna 9. srpna 1957. Čestný název Leninskij Komsomol obdržela po dieselové ponorce M-106 Severního loďstva, která byla zničena během válečné operace roku 1943.
Během služby došlo v roce 1967 na ponorce k požáru majícímu za důsledek 39 obětí na životech.

## Historie
Vývojem jaderné ponorky se v SSSR zabývala konstrukční kancelář vedená Vladimirem Peregudovem. K-3 (sériové číslo 254) byla postavena v loděnici v Severodvinsku, zprovozněna 9. srpna 1957 a do služby v Severním loďstvu byla zařazena 1. července 1958. Délka trupu činila 107 m, ponor cca 300 m a maximální rychlost pod hladinou 30 uzlů (circa 55 km/h). Tato loď nebyla ještě vybavena odpalovacími komorami pro SLBM (ty nesly až později vyrobené ponorky), ale disponovala 8 torpédomety ráže 533 mm. Nesla klasická torpéda i torpéda s jadernou hlavicí. 17. června 1962 dosáhla jako první sovětská ponorka severního pólu, kde se i posléze vynořila. Kapitánem byl Lev Žilcov. Vzhledem k tomu, že šlo o novou technologii a ponorka byla navíc stavěna ve spěchu, nezřídka se vyskytovaly poruchy. Na ponorce byl přítomen tým opravářů, který tyto technické problémy pohotově řešil. Po návratu domů se posádka ponorky stala slavnou a účastnila se řady oficiálních ceremonií. Po tři roky se neúčastnila žádné mise a zákonitě tak šla úroveň připravenosti dolů. 8. září 1967 během plavby v Norském moři vypukl na palubě požár v prvním a druhém sektoru, při kterém zahynulo celkem 39 námořníků. Někteří muži uhořeli zaživa, někteří se udusili. Při vyklízení prostor nebylo možno identifikovat jednotlivé muže, byli vysokým žárem spečeni dohromady do jedné masy. Podle oficiální verze vznikl požár od cigarety, kterou si měl zapálit jeden z námořníků. Podle zástupce kapitána Alexandra Leškova za požár mohlo provizorní těsnění ze zátky pivní láhve, které nevydrželo nápor hydraulické kapaliny, jež pod vysokým tlakem 100 atmosfér vystříkla ven a způsobila zážeh. Tato verze se nesměla dostat ven a námořníci byli nuceni mlčet. Podle kapitána 1. třídy Ivana Morozova, který se později v docích účastnil vyklízení a demontáže poškozeného vybavení, bylo měděné těsnění nahrazeno nahrubo ořezaným paronitem (materiál na bázi azbestu). Měděné těsnění ukradl zřejmě dříve někdo z dělníků během doby, kdy ponorka stála v doku, a nahradil ho improvizovaným, které nemohlo vydržet dlouhou dobu.
Od 80. let 20. století přestala být využívána pro vojenské mise, vyřazena ze služby v Severním loďstvu byla v roce 1991.
Dne 1. října 2021 byla z rozkazu vrchního velitele ruského námořnictva admirála Nikolaje Jevmenova ponorka K-3 Leninskij Komsomol odtažena z Petrohradu do Kronštadtu a byly zahájeny práce na její přeměnu v muzeum. V Kronštadtu se má ponorka stát hlavním exponátem Muzea námořní slávy.